# NGC 3344
NGC 3344は、こじし座の方角に2250万光年の位置にある比較的孤立した棒渦巻銀河である。この銀河は、おとめ座超銀河団の一部であるLeo spurに属する。NGC 3344の分類は、(R)SAB(r)bcであり、これは環を持つ弱い棒渦巻銀河であり、緩くカーブした腕を持つことを意味する。内環と外環を持ち、目立つ腕が内環から外側に向かって伸び、内側に若干楕円形の棒を持つ。棒の中心は、角直径約3″のHII核である。